# Ngô Viết Thụ
Ngô Viết Thụ (17 tháng 9 năm 1926 – 9 tháng 3 năm 2000) là một kiến trúc sư người Việt Nam. Ông là tác giả nhiều công trình kiến trúc hiện đại có thể kể đến như Nhà thờ Phủ Cam, Dinh Độc Lập, Chợ Đà Lạt, Trường Đại học Nông nghiệp Sài Gòn, Trường Đại học Sư phạm Huế, Trường Đại học Y khoa Sài Gòn.

## Tiểu sử

### Thân thế
Ông sinh ngày 17 tháng 9 năm 1926, tại làng Lang Xá, xã Thủy Thanh, thị xã Hương Thủy, tỉnh Thừa Thiên Huế. Ông đoạt giải Khôi nguyên La Mã năm 1955.
Ông lập gia đình với bà Võ Thị Cơ từ năm 1948, trong khi theo học dự bị kiến trúc tại trường Cao đẳng Kiến trúc tại Đà Lạt (tên cũ của Trường Đại học Kiến trúc Thành phố Hồ Chí Minh cơ sở tại Thành phố Đà Lạt). Ông bà có tám người con, trong đó có một người con, tiến sĩ Ngô Viết Nam Sơn, cũng là một kiến trúc sư và đô thị gia và hiện đang làm công tác tư vấn thiết kế và giảng dạy tại Việt Nam, Á Châu, và Bắc Mỹ.

### Hoạt động ở Âu châu
Trong giai đoạn 1950–1955, ông là sinh viên ngành kiến trúc tại trường Viện Kiến trúc Hoa Kỳ. Năm 1955, ông nhận giải nhất Giải thưởng lớn Rôma (hay giải thưởng Khôi Nguyên La Mã) về kiến trúc, thường được gọi là khôi nguyên La mã, và tốt nghiệp kiến trúc sư D.P.L.G.. Trong thời gian 1955–1958, ông lưu trú tại Biệt thự Medicis của viện hàn lâm Pháp tại Roma để làm nghiên cứu về quy hoạch và kiến trúc. Các triển lãm kiến trúc, quy hoạch, và hội họa hàng năm của ông và các bạn khôi nguyên La mã trong suốt ba năm, đều được vinh dự có tổng thống Pháp và Ý đến cắt băng khánh thành.

### Hoạt động thời Việt Nam Cộng hòa

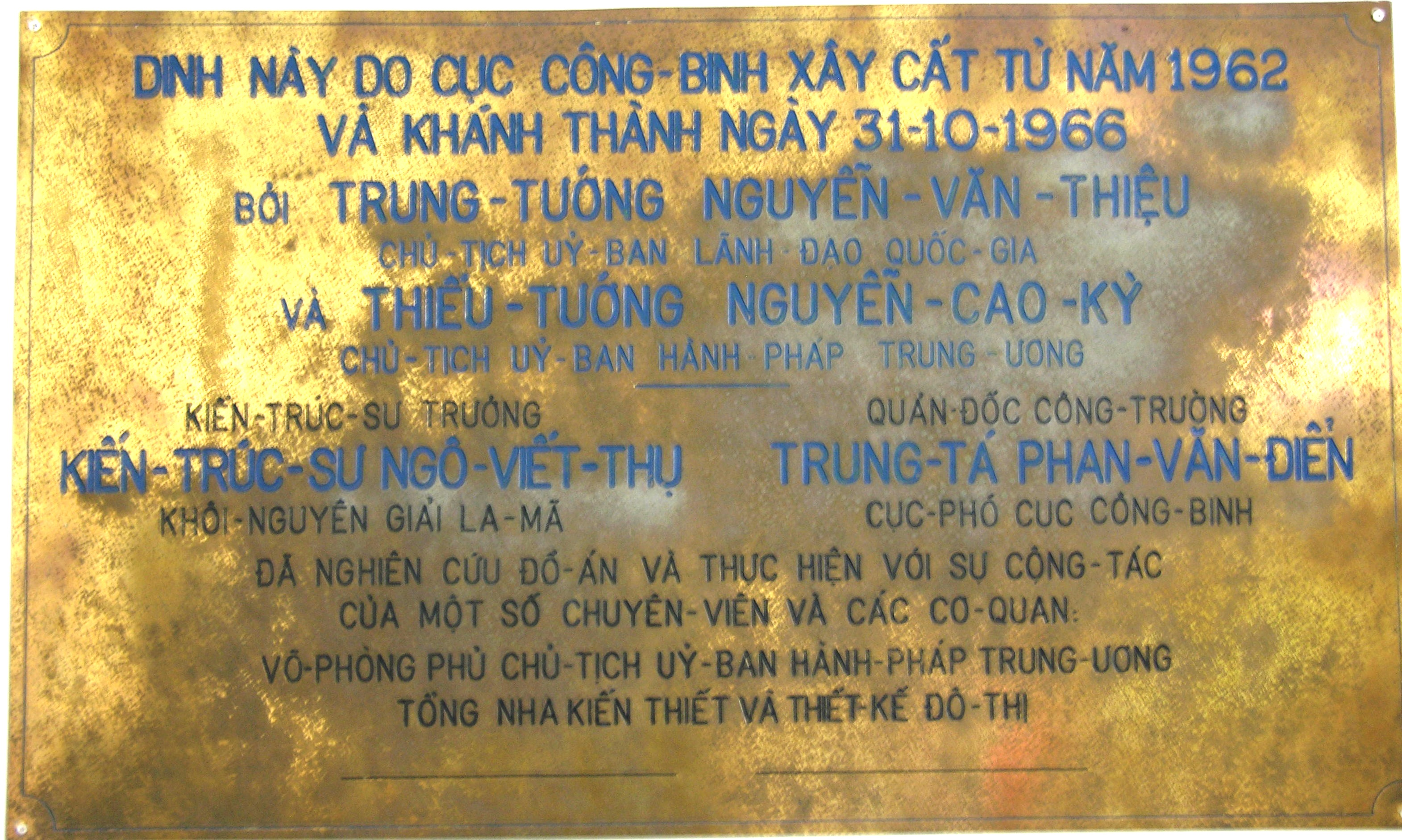
Bảng đồng ở Dinh Độc Lập, một trong những công trình kiến trúc quy mô nhất của Ngô Viết Thụ

Từ năm 1960, kiến trúc sư Ngô Viết Thụ về Việt Nam Cộng Hòa làm việc theo lời mời của Tổng thống Ngô Đình Diệm. Ông đã tổ chức triển lãm các dự án nghiên cứu của ông ở châu Âu tại Tòa Đô Chính Sài Gòn. Chính quyền và dư luận lúc ấy rất quan tâm đến dự án nối kết Sài Gòn với Chợ Lớn của ông bằng một khu trung tâm hành chính quốc gia mới. Rất tiếc là vì lý do thời điểm và ngân sách, dự án này không được thực hiện.
Ông mở văn phòng tư vấn kiến trúc và chỉnh trang lãnh thổ tại 104 Nguyễn Du và số 8 Nguyễn Huệ, Sài Gòn. Ông thiết kế nhiều đồ án quy hoạch có giá trị khác như Quy hoạch Làng Đại học Thủ Đức (1962), Quy hoạch cảnh quan Công trường Mê Linh năm 1961 cùng với nhà điêu khắc Nguyễn Văn Thế, Quy hoạch Hội chợ Quốc tế và thiết kế kiến trúc khu nhà triển lãm chính của Việt Nam tại Thủ Đức (hoàn tất thiết kế nhưng không xây dựng do thời cuộc, 1963), đồ án quy hoạch cho khoảng chừng 30 đô thị, tỉnh lỵ, và thị xã mới tại miền Nam Việt Nam (trong đó có Quảng Tín, Vị Thanh, Cheo Reo).
Ông là thành viên Hội Kiến trúc Sư Pháp SADG (Société des Architectes Diplômés par le Gouvernement) từ 1955 và thành viên Kiến trúc sư Đoàn Việt Nam từ năm 1958. Năm 1962, ông là người châu Á đầu tiên trở thành Viện sĩ Danh dự của Viện Kiến trúc Hoa Kỳ (H.F. A.I.A.) đồng lúc với một số kiến trúc sư danh tiếng cùng thời như J.H. Van den Broek, Arne Jacobsen, Steen Eiler Rasmussen, Hector Mestre, Amancio Williams, Hernan Larrain-Errazuriz, Emilio Duhart H., Jerzy Hryniewiecki và John B. Parkin. Sau năm 1975, Ông là cố vấn Ban Chấp hành Hội Kiến trúc sư Việt Nam, và cũng là cố vấn Ban Chấp hành Hội Kiến trúc sư Thành phố Hồ Chí Minh các nhiệm kỳ I, II, III, và IV. Ông là thành viên tổ chuyên gia tư vấn kiến trúc cho Thủ tướng Võ Văn Kiệt trong thời gian đương nhiệm của ông Kiệt.
Ông đã thiết kế nhiều công trình xây dựng lưu dấu ấn đầy giá trị về kỹ thuật lẫn mỹ thuật. Nổi bật là Dinh Độc Lập (1961–1966), Viện Đại học Huế (1961–1963), Viện Nguyên tử Đà Lạt (nay thuộc Viện Năng lượng Nguyên tử Việt Nam) (1962–1965), Khu công nghiệp An Hòa Nông Sơn, Nhà máy dệt Phong Phú, Khách sạn Hương Giang 1 tại Huế (1962), Nhà thờ chính tòa Phủ Cam (1963), Xây dựng mở rộng Khu Hội nghị Quốc tế tầng trên cùng của Khách sạn Majestic, Thương xá Tam Đa (Crystal Palace), trường Đại học Nông nghiệp Thủ Đức (1975) (nay là Đại Học Nông Lâm Tp.HCM).
Ngoài ra ông còn là tác giả của các công trình Tòa Đại sứ của Việt Nam tại Anh (1959), Biệt thự góc Nguyễn Thị Minh Khai và Phạm Ngọc Thạch (trước là tư gia của ông bà Ưng Thi, nay là Tòa Lãnh Sự Trung Quốc), Chung cư Pháp góc đường Điện Biên Phủ và Trần Quốc Thảo, Tháp Tiêu Năng Khu cửa ngõ vào Trung tâm Thành phố Hồ Chí Minh từ đường Điện Biên Phủ, Trung tâm Innotech (1975), Quần thể Việt Nam Quốc Tự (chỉ xây dựng được khoảng 1/8 vì lý do thời cuộc), Quy hoạch Kiến trúc Khu Thánh địa La Vang (với điêu khắc của điêu khắc sư Nguyễn Văn Thế), và Câu lạc bộ Thủy Thủ Quảng Ninh.
Đáng tiếc là một số công trình quan trọng của ông đã bị thay đổi thiết kế nguyên bản vì lý do kinh phí hay lý do khác, do đó chỉ giữ được phần nào quy mô chứ không còn thể hiện đúng phong cách thiết kế của ông, như Nhà thờ chính tòa Vĩnh Long (1963), Trụ sở Hàng không Việt Nam (1972), Nhà thờ Bảo Lộc (1995).
Ông cộng tác với nhiều kiến trúc sư khác trong các công trình trường Đại học Y khoa Sài Gòn (trưởng nhóm kiến trúc sư Việt Nam, cộng tác với nhóm kiến trúc sư Mỹ Smith Hinchman & Grylls từ Michigan), Cung Nghệ thuật Quốc tế tại Paris (cộng tác với các kiến trúc sư Oliver Clément Cacoub và Paul Tournon), và Chợ Đà Lạt (chỉnh sửa lại mặt tiền và tổng thể thiết kế trước đó của kiến trúc sư Nguyễn Duy Đức, bổ sung thêm thiết kế cầu nổi, khách sạn, và các khu phố lầu bao quanh chợ, quy hoạch mới tổng thể chợ với công viên và đại lộ chính đi vào chợ, 1958–1962).

### Hoạt động sau năm 1975
Sau năm 1975 Ngô Viết Thụ ở lại Việt Nam và thiết kế Ty Thủy lợi Đắc Lắc (1976), Bệnh viện Sông Bé 500 Giường (1985), Khách sạn Century Huế (1990), phác thảo chùa Trúc Lâm Đà Lạt (sau này do một nhóm kiến trúc sư Lâm Đồng tiếp tục thực hiện phần khai triển chi tiết và thi công). Trên quy mô rộng hơn, ông cộng tác trong Quy hoạch Tổng Mặt Bằng của Hà Nội (đến năm 2000), và Quy hoạch Hải Phòng. Ông là thành viên ban giám khảo quốc tế trong cuộc thi thiết kế quy hoạch Nam Sài Gòn (1993).

### Qua đời
Ông đột ngột qua đời ngày 9 tháng 3 năm 2000 tại nhà riêng số 22 Trương Định, Quận 3, Thành phố Hồ Chí Minh do đột quỵ.

## Đóng góp nghệ thuật

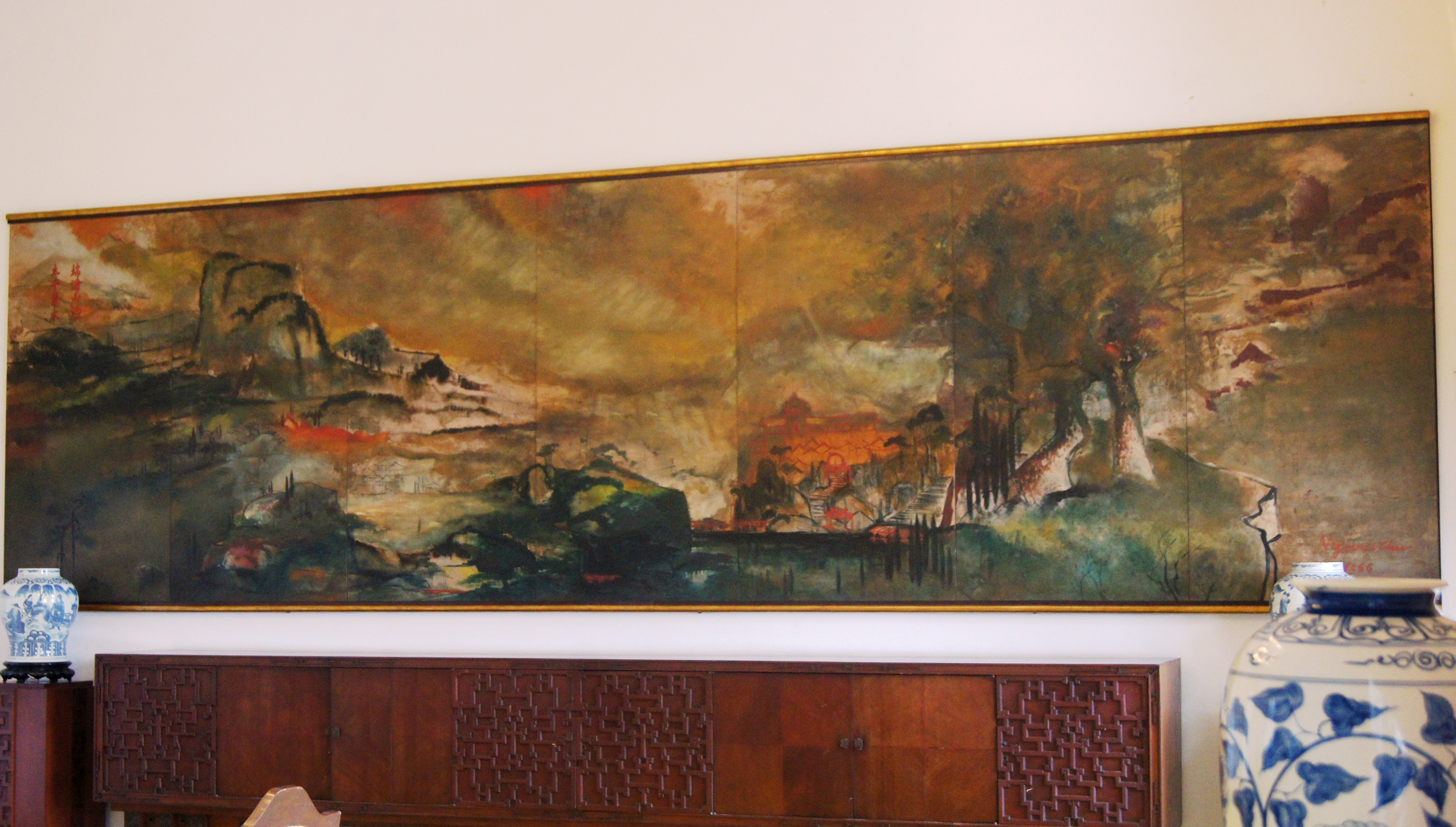
Bức tranh Sơn hà cẩm tú thái bình thảo mộc của Ngô Viết Thụ trưng bày tại Dinh Độc Lập, Thành phố Hồ Chí Minh.

Ngoài ra, ông còn chứng tỏ năng lực xuất sắc của mình trong lĩnh vực hội họa với các bức tranh nổi tiếng Thần tốc, Hội chợ, Bến Thuyền, và bộ tranh Sơn hà cẩm tú. Bộ tranh này và được treo trong Dinh Độc Lập, gồm có 7 bức, mỗi bức dài 2 m và rộng 1 m. Ông tổ chức nhiều triển lãm cá nhân về quy hoạch, kiến trúc, điêu khắc, và hội họa, trong đó có triển lãm tại Tòa Đô chính (1960), tại Nhà Triển lãm Công viên Tao Đàn (1963) và tại Viện Kiến trúc Philippines ở Manila (1963), triển lãm lưu động tại Viện Smithsonian và một số thành phố khác tại châu Âu (hàn lâm viện Pháp tại Rome và Paris 1956, 1957, 1958) và tại Mỹ (1963).
Ông cũng là một nghệ sĩ điêu khắc (tác phẩm điêu khắc kim loại đặt trước toà đô chánh, nay không còn), và thành thạo các loại nhạc cụ dân tộc như đàn nguyệt, đàn tranh, đàn kìm và sáo, và là một nhà thơ có tài, để lại hàng trăm bài thơ và bài viết.

## Một số công trình

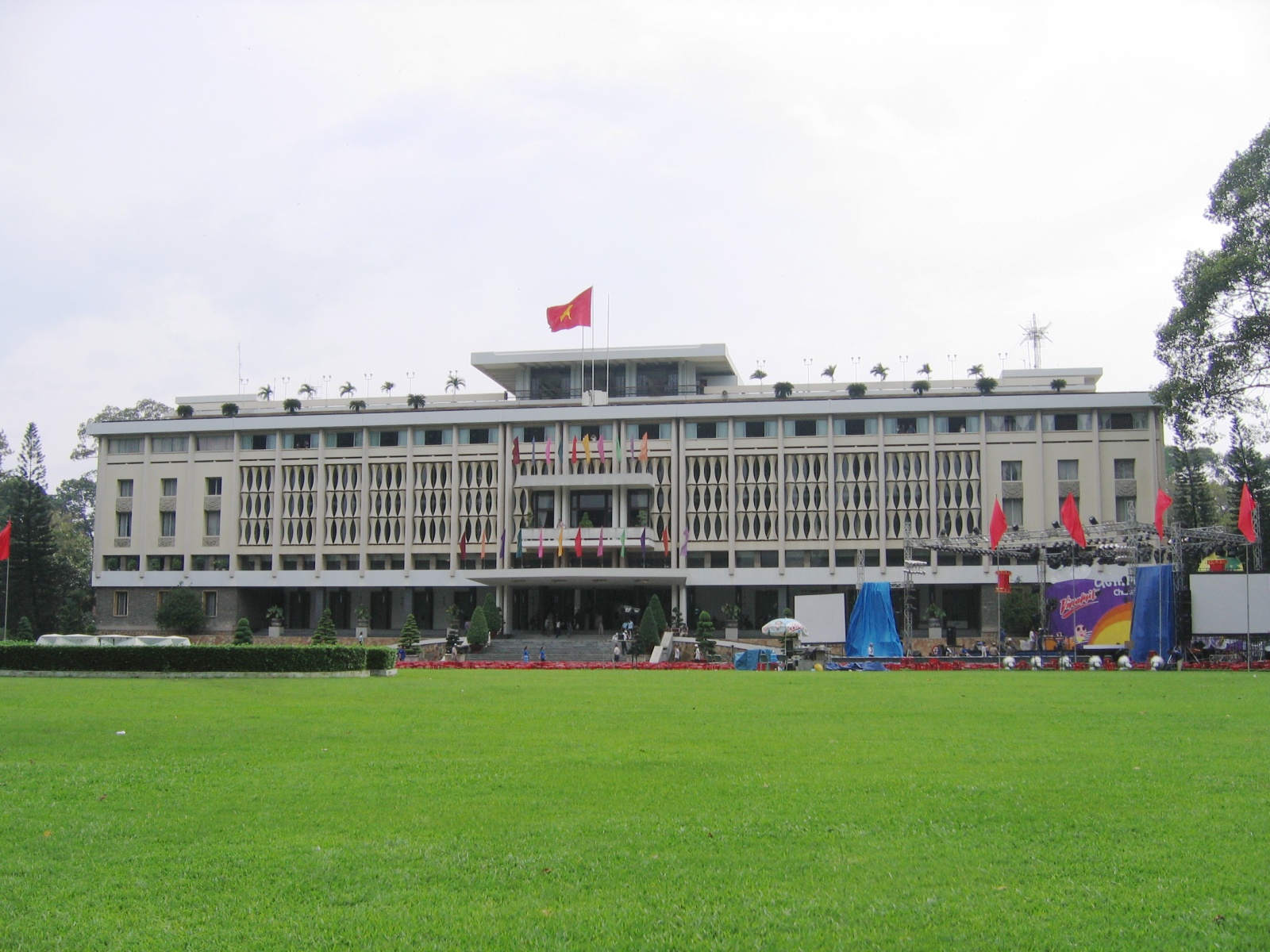
Dinh Độc Lập (Hội trường Thống Nhất)
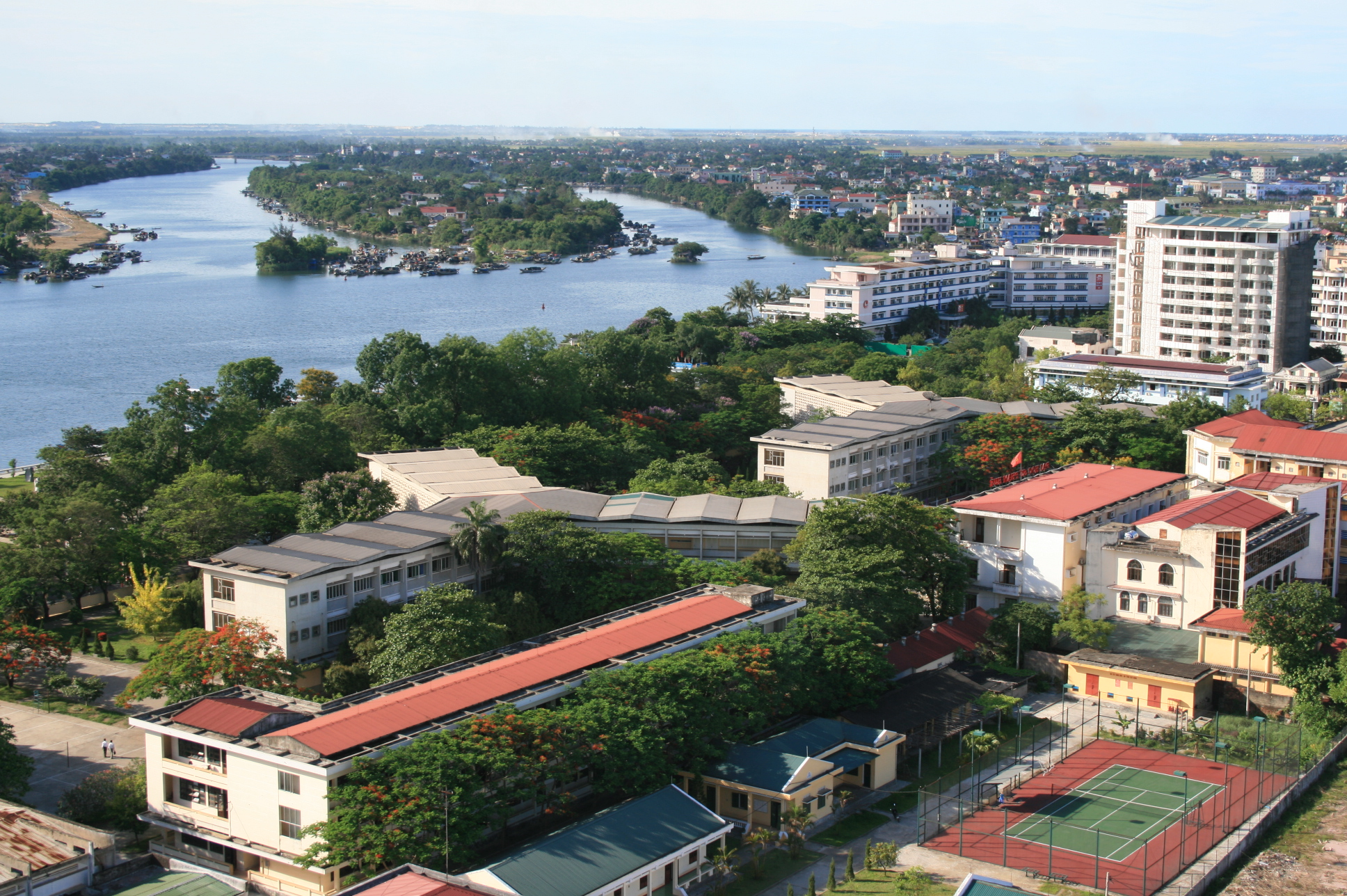
Trường ĐHSP Huế nhìn từ trên cao, hai tòa nhà chữ Y, một là Đại học Sư phạm Huế, tòa thứ hai là Trung học Kiểu Mẫu Huế.
Hội trường B Trường Đại học Khoa học Tự nhiên, Đại học Quốc gia Thành phố Hồ Chí Minh